# Oxyagrion simile
Oxyagrion simile là một loài chuồn chuồn kim trong họ Coenagrionidae.
Oxyagrion simile được miêu tả khoa học năm 1978 bởi Costa.